# Statzenbach (Wallerbach)
Der Statzenbach ist ein Bach im nördlichen Flachgau im Land Salzburg. Er ist der linke und kleinere Quellbach des Wallerbachs.

## Geographie

### Quellbäche

#### Schiembach
Der Schiembach (gelegentlich auch Schliembach) entspringt als Amselbach (Name des Oberlaufs) im Henndorfer Wald, nahe der Quelle des Grabenbachs. Er fließt anfangs in nordwestliche Richtung, macht dann einen Bogen nach Nordosten und fließt nun auf einer Wiese, wobei er hier teilweise versickert. Oberhalb von Neufahrn vereinigt er sich dann mit dem rechts zufließenden Weidebach zum Statzenbach.

#### Weidebach
Der Weidebach entspringt ebenfalls im Henndorfer Wald, nahe der Quelle des Fischbachs. Er fließt in nordöstliche Richtung, nimmt von rechts einen etwa gleichgroßen Nebengraben auf und verlässt anschließend den Henndorfer Wald. Nun fließt der Bach in unbewaldeter Gegend und vereinigt sich oberhalb von Neufahrn mit dem Schiembach zum Statzenbach.

### Verlauf
Der Statzenbach entsteht südöstlich der Ortschaft Berg (Gemeinde Henndorf) aus dem Zusammenfluss von linkem Schiembach und rechtem Weidebach, deren Quellen sich jeweils im Henndorfer Wald befinden. Er fließt zunächst in nördliche bis nordwestliche Richtung und passiert dabei die Ortschaften Neufahrn und Aring (Gemeinde Neumarkt), wobei er jeweils von links und rechts von einem kleinen Bach verstärkt wird. Nachdem er Neufahrn verlässt macht er einen Bogen nach Westen und fließt parallel zur Bundesstraße 1, bis er diese südlich von Matzing (Gemeinde Neumarkt) schließlich unterquert. Der Bach passiert anschließend die Ortschaft Schalkham (Gemeinde Neumarkt) in östlicher Richtung und tritt dann ins Stadtzentrum von Neumarkt am Wallersee ein. Dieses durchfließt der Statzenbach in nördliche Richtung, fließt kurz parallel zum etwas größeren Steinbach und vereinigt sich im Stadtteil Untermarkt (Gemeinde Neumarkt) schließlich mit diesem.

### Zuflüsse
- Nebengraben A (links), bei Neufahrn
- Nebengraben B (rechts) bei Neufahrn

### Einzugsgebiet
Nördlich der Quelle des Weidebachs entspringt der Fischbach, der über die Fuschler Ache zum Mondsee entwässert. Westlich der Quelle des Schiembachs fließt der Grabenbach, der ebenfalls in den Wallersee mündet.

## Geschichte
Auf Karten aus den 1960er Jahren wird der Statzenbach als Mühlbach bezeichnet. Außerdem wird er hier nur als Nebenfluss des Wallerbachs dargestellt. Dies ist darauf zurückzuführen, dass der Steinbach beim Zusammenfluss um ca. 2,5 km länger ist und auch mehr Wasser führt.